# Scopula inactuosa
Scopula inactuosa là một loài bướm đêm trong họ Geometridae.